# Itonia opistographa
Itonia opistographa là một loài bướm đêm trong họ Noctuidae.